# Маяк острова Роуз
Маяк острова Роуз (англ. Rose Island Light) — маяк, расположенный на небольшом острове Роуз к западу от острова Род-Айленд в заливе Наррагансетт, округ Ньюпорт, штат Род-Айленд, США. Построен в 1869 году. Деактивирован в 1971 году. Возвращён в эксплуатацию и автоматизирован в 1992 году.

## История
Города Провиденс и Ньюпорт, одни из первых английских поселений в Северной Америке, были крупными центрами промышленности и торговли в XVIII—XIX веках. Для обеспечения навигации до них через залив Наррагансетт, в котором находится множество больших и малых островов, было построено несколько маяков. В 1868 году Конгресс США выделил 7 500$ на строительство маяка на острове Роуз. В следующем году строительство было завершено по тому же проекту, что и маяки Эзопус-Медоуз и Помхэм-Рокc. Маяк представлял собой двухэтажный деревянный дом смотрителя, на западной стороне крыши которого была расположена восьмиугольная деревянная башня, на которой была установлена линза Френеля. В 1901 году была построена небольшая котельная. В 1912 году была построена противотуманная колокольня. В 1969 году завершилось строительство Ньюпортского моста, соединившего острова Род-Айленд и Конаникут, и необходимость в маяке на острове Роуз пропала. Он был деактивирован в 1971 году. В 1990 году маяк был отреставрирован на пожертвования местных жителей. В 1993 году он был возвращён в эксплуатацию и автоматизирован, в настоящее время на первом этаже маяка находится музей.
В 1988 году он был включен в Национальный реестр исторических мест.